# JR貨物EF200型電力機車
EF200型電力機車（日语：EF200形電気機関車）是日本貨物鐵道（JR貨物）的直流電力機車车型之一，适用于供电制式为1500伏特直流电的电气化铁路，也是日本第一代采用三相异步牵引电动机的交流传动电力机车，並於1993年获得鐵道友之會授予的第33届桂冠獎，為該公司於1987年成立以來首次獲獎的鐵路車輛。

## 开发背景
1987年國鐵分割民營化後，日本國有鐵道的货运业务由日本貨物鐵道（JR貨物）继承，负责经营全国性的铁路货物运输业务。1980年代末的平成景气期间，由于国内铁路货物运输量的快速增长，加上面对货运市场上各种运输方式的激烈竞争，促使JR货物积极提高铁路货物运输能力，采取扩大货物列车编组及提高列车平均运行速度等措施，为客户提供快捷可靠的铁路货运产品方案。1990年3月全国铁路运行图调整，JR货物在東海道本線组织开行1300吨集装箱列车，将列车编组从以往的24辆扩大至26辆，按95公里/小时的技术速度运行；同时，还制定了关于旅客列车和货物列车站线有效长度的规定，并对新潟、郡山、秋田等四个货运车站进行延长到发线的改造。
由于JR货物考虑继续增发集装箱列车，并进一步提高集装箱列车的最大牵引重量，因而开展了新一代大功率电力机车的开发计划，其技术性能要求是根据集装箱列车的两条主要路线来制定，其中东京至大阪的牵引定额以1600吨为目标（最大坡度10‰），而东京至北海道则以1000～1100吨为目标（最大坡度25‰）。当时JR货物拥有的近600台电力机车当中，主要包括3900千瓦的EF66型直流电力机车、2550千瓦的EF65型直流电力机车和EF81型多电流制电力机车、以及1900千瓦的ED75型交流电力机车；但根据技术计算，即使使用功率最大的EF66型电力机车牵引1600吨列车，在10‰坡道上的平衡速度仅为45公里/小时，这限制了牵引重量的进一步提升。
1990年，JR货物同时开发研制了两款6000千瓦大功率交流传动电力机车，其牵引功率是EF66型电力机车的1.5倍。其中，EF200型电力机车适用于1500伏特直流电气化铁路，计划投入东京至大阪间使用；而EF500型电力机车适用于1500伏特直流电气化铁路和20千伏交流电气化铁路，计划投入东京至北海道间使用。两者均按照相同的性能指标进行设计，即最高速度为120公里/小时，当牵引1600吨列车通过10‰坡道的平衡速度可达到90公里/小时以上，并且可以牵引1600吨列车在15‰坡道上起动。
EF200型电力机车是由逆变器变频控制的交流传动电力机车，采用GTO牵引逆变器和1000千瓦三相异步牵引电动机。牵引系统的主要特点是采用了单轴控制技术，每台牵引电动机各自对应独立的牵引逆变器， 每三个牵引逆变器组成一个逆变器单元，构成一个具有较高冗余度的主电路。EF200型电力机车还采用了16位微机控制系统，具有恒速运转控制、防空转再粘着控制、轴重转移补偿等功能。因考虑到货物列车主要在列车密度较低的夜间运行，因此并没有采用受直流电网条件限制的再生制动，而是采用具有较高可靠性的电阻制动。

## 形式区分

### 原型车

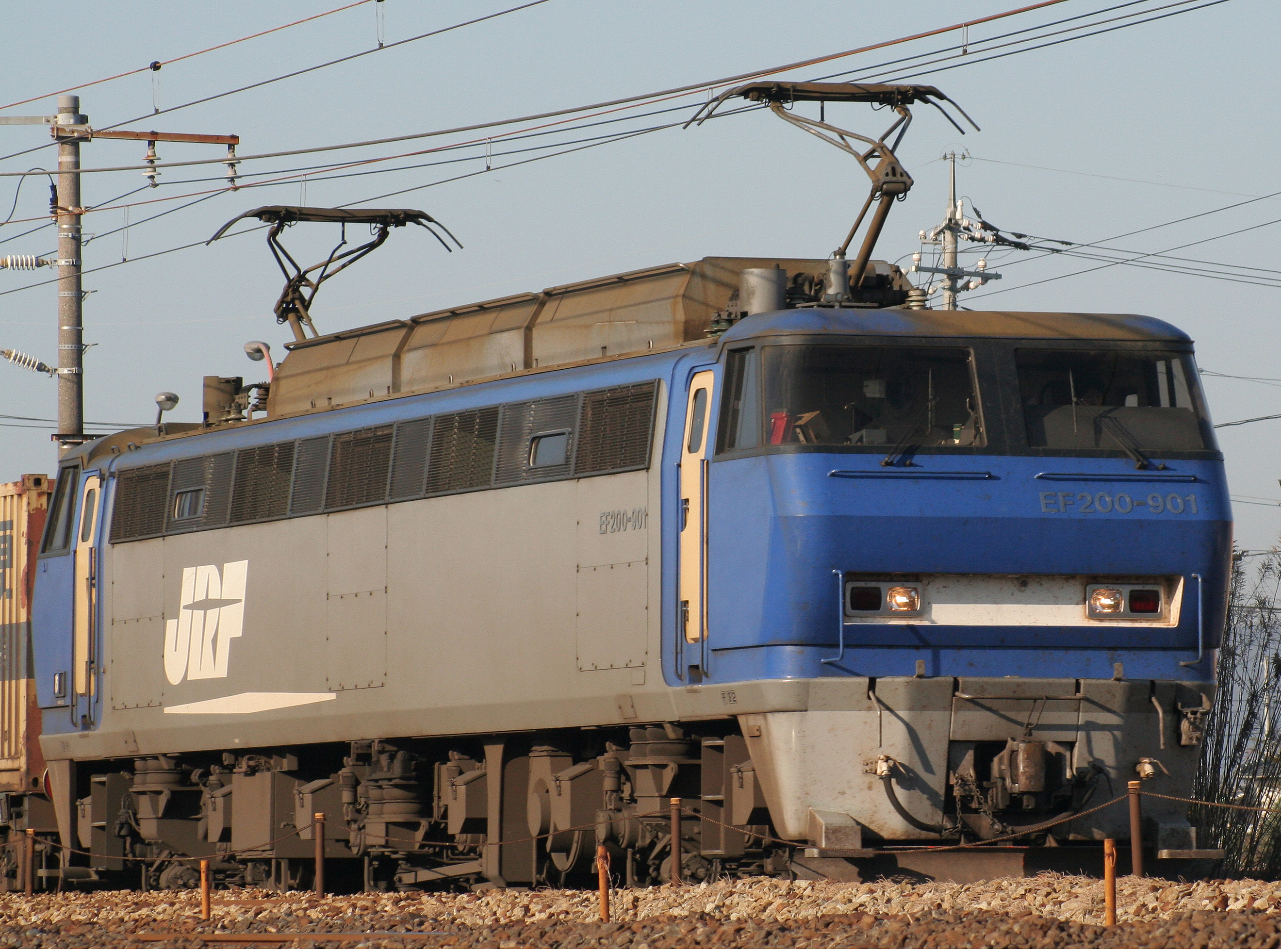
EF200 901号机车

1990年6月，EF200型电力机车的首台原型车（901）在日立制作所水户工厂落成，同年7月配属JR货物新鹤见机关区，并投入东海道本线和山陽本線开始进行各项性能确认试验，至1991年初已完成全部性能试验。在山阳本线濑野至八本松间（“濑野八”）陡坡区间进行的坡停起动试验中，EF200 901号机车成功牵引1100吨列车在相当于25.3‰的大坡道上起动。
这台原型车具有一些与以后量产车不同的特点，例如在车顶设有较大型的设备外罩，司机室顶部朝向前方稍微倾斜，空调装置进风口设置在司机室前端。此外，中间转向架采用“Z”字形低位牵引杆装置，牵引杆有一定的倾斜角以减少轴重转移。原型车落成时所采用的崭新涂装参考自欧洲同类型电力机车，抛弃了以往国铁电力机车千篇一律的标准色涂装，其中两端司机室部分采用深蓝色，司机室侧门采用黄绿色，车体正面车灯部分采用深灰色，而两侧车身的中部则采用灰白色，并且还有“INVERTER HI-TECH LOCO”的英文字体。

### 量产车

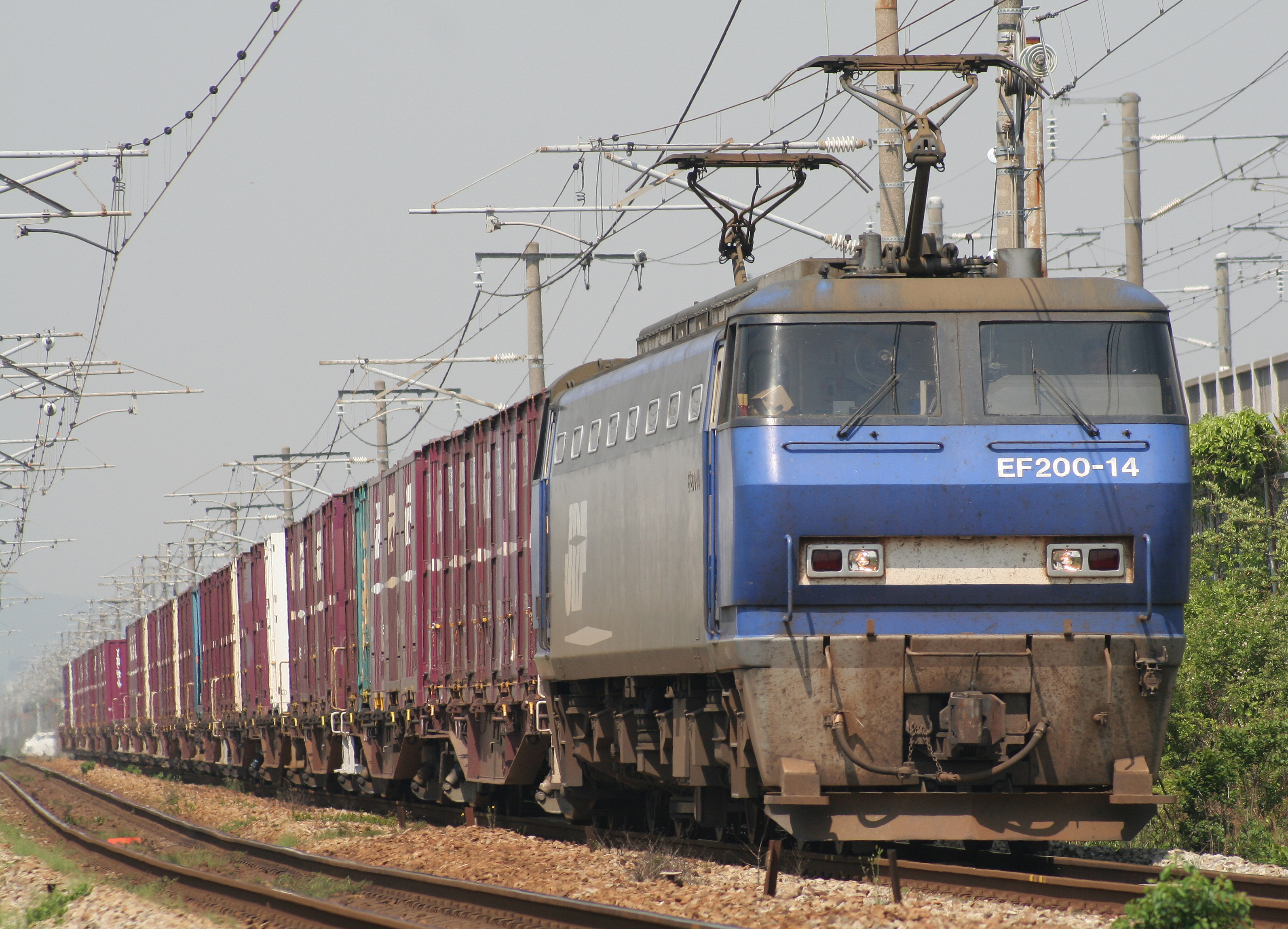
EF200 14号机车

1992年初，日立制作所开始小批量生产EF200型电力机车，至1993年总共生产了20台量产车，全部同样配属新鹤见机关区。
量产车根据首台原型车的试验结果作出了一些改进，例如由于牵引逆变器的尺寸小型化，因而降低了车顶设备外罩的高度；司机室顶部改为水平平面而非向前倾斜，并调整了司机室内的设备布置，空调装置进风口改为设置在车体下部；走行部分改为装用FD3A型两端转向架和FD4A型中间转向架，原本安装在构架外侧的单元制动缸及停放制动装置改为安装在构架内部以简化结构，而中间转向架则改为采用水平牵引杆。
量产车落成时所采用的车身涂装与原型车基本相同，但车体正面车灯部分改用深蓝色。

## 运用历史

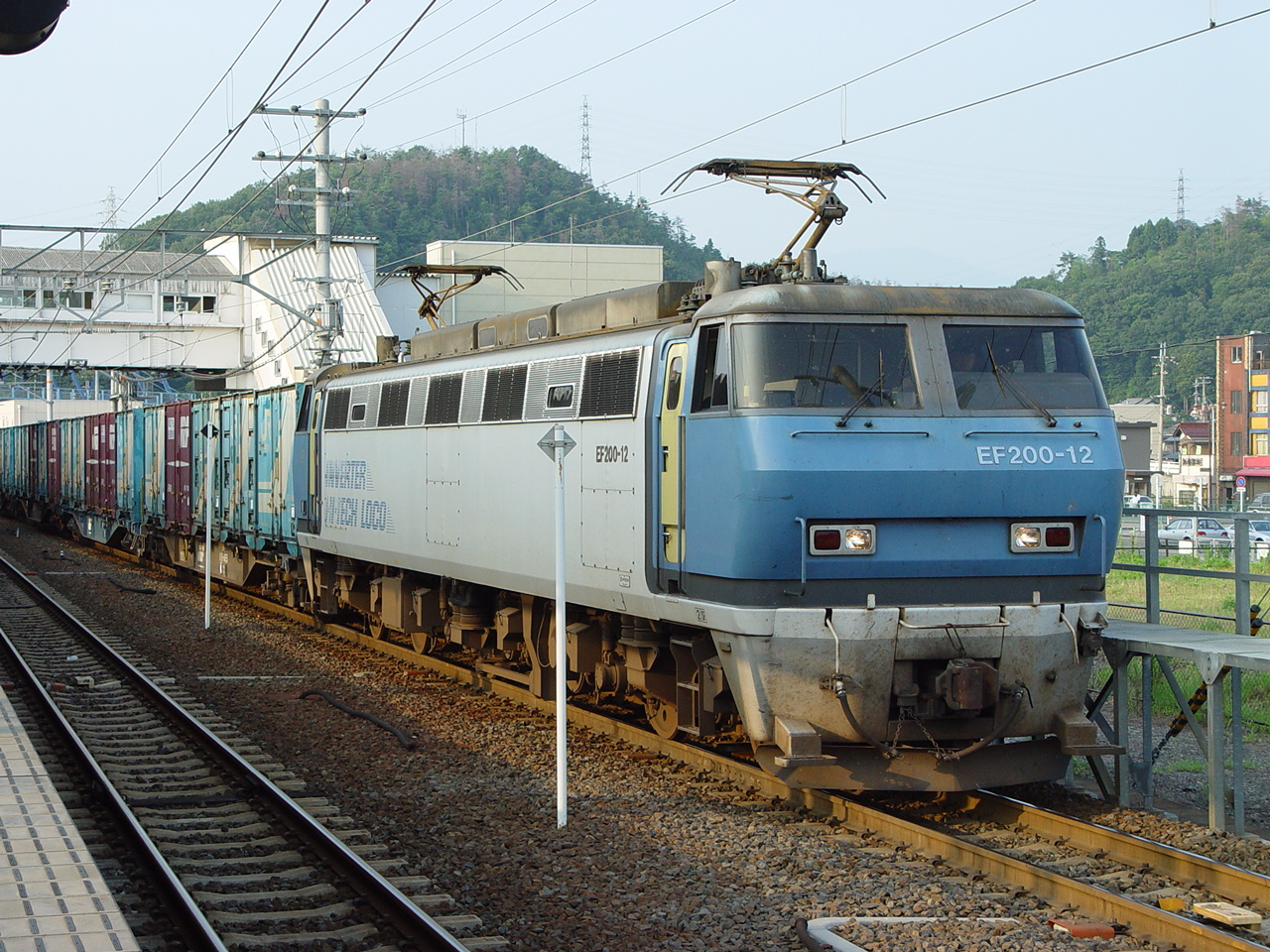
旧涂装的EF200 12号机车

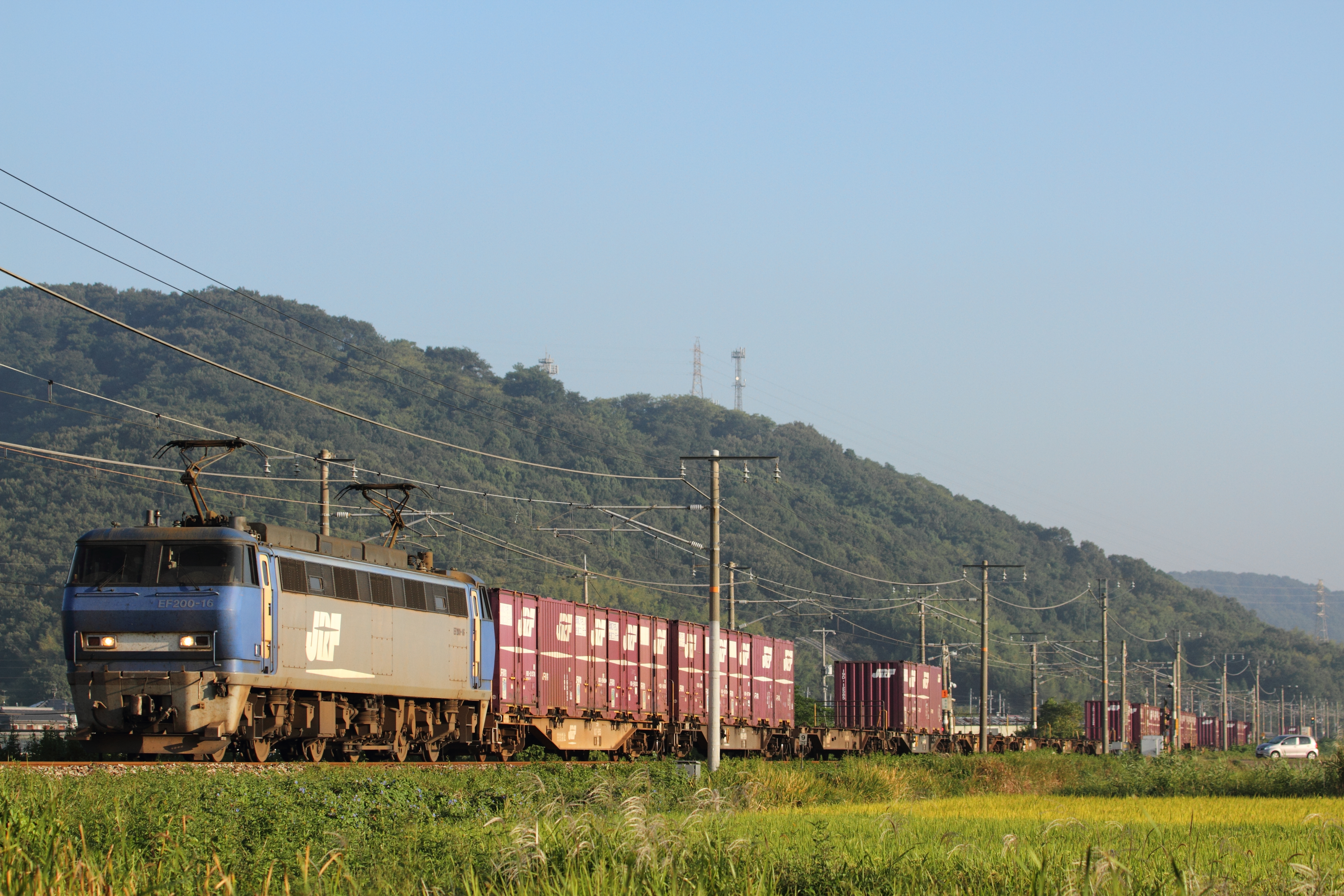
新涂装的EF200 16号机车

1992年，EF200型电力机车开始投入东海道本线及山阳本线运用，主要担当集装箱列车的牵引任务。然而，由于既有的牵引供电系难以承受大功率电力机车，导致EF200型电力机车无法充分发挥其牵引性能。当EF200型电力机车以全功率状态运行时，架空接触网负载电流会达到4000安培，最大瞬时负载电流可达到4800安培，有可能超过东海道及山阳本线牵引变电所的容量限制，而网侧电压也会出现较大幅度的下滑，影响同一供电区间内其他列车的运行。
在EF200型电力机车投入运用以前，JR货物已经考虑进一步提高牵引变电所的容量，但1990年代初日本泡沫经济破灭后铁路货运量增长乏力，加上未能与拥有铁路基础设施的JR东海和JR西日本达成协议，因此对牵引供电设备的升级改造被迫推迟实施。因此，为了降低EF200型电力机车的耗电量及电网负荷，所有EF200型电力机车均被限制功率运行，实际牵引功率相当于EF66型电力机车的3900千瓦，架空接触网负载电流大约处于2600安培的水平。虽然在性能试验期间曾经成功牵引1600吨列车，但后来实际营运中的最大牵引定数仍维持在1300吨。最终，JR货物仅采购了21台EF200型电力机车，而后继的EF210型电力机车则将小时功率大幅降低至3390千瓦。
1999年4月1日，原本配属新鹤见机关区的EF200型电力机车，全部转配属至吹田機関区。2001年1月，为纪念阪神大地震后神户市的重建工作，EF200 1号机车的车身两侧披上了美国画家亞莉山卓·妮齊塔的插畫作品，该插画以著名地标神戶港塔和象征地震遇难者的向日葵少女图案为主题，并配上“神户感谢你”（「神戸からありがとう」）的信息。
2002年，JR货物在日本政府的“干线铁道等活性化事业费补助”计划下，开始对山阳本线进行铁路货物运输扩能改造工程，以提升铁路在中长距离货运市场的竞争力，改造范围包括对吹田信号场至北九州货物总站，增加沿线五个主要牵引变电所的供电容量，以及延长其中三个车站的待避线有效长度，扩能改造工程于2007年3月正式完成。在2007年3月18日实施的运行图调整中，山阳本线货物列车的牵引定数从1200吨提高至1300吨，并使用EF200型电力机车作为主要牵引动力。
2008年10月，EF200 1号机车在运行途中发生司机室火灾事故，并于同年11月2日回送至广岛机关区，拆除了车上可用零部件后被长期废置，至2011年9月正式除籍报废、2013年1月中旬解体。除此之外，从2005年起在廣島車輛所完成常规检修的EF200型电力机车，相继改为采用以灰色为基调的新涂装，类似于EF210型电力机车所采用的标准涂装，其中EF200 19号机车是首台披上新涂装的机车。至2009年4月22日，EF200 2号机车完成常规检修并重新投入运用后，所有旧涂装的EF200型电力机车皆已换成新涂装。
截至2014年2月，尚存的20台EF200型电力机车仍然配属于吹田机关区，主要担当东海道本线及山阳本线的货物列车牵引任务（东京—吹田—幡生），通常与EF66、EF210型电力机车共通运用。由于日立制作所已经停止电力机车制造业务，电力机车的零部件供应亦日渐困难，部分车况较差的EF200型电力机车被报废，并为其余车辆提供可用的零部件。截至2017年3月1日，吹田机关区仍配属有10台EF200型电力机车。
2017年10月，EF200型电力机车的901号原型车正式除籍退役，获塗上旧涂装並静态保存于日立制作所水户工厂。
2019年3月28日，EF200的18號機牽引貨物列車從山口縣下關市的幡生調車場到大阪府吹田市的吹田貨物總站後，退出現役行列。據JR貨物表示，EF200退役後將全數報廢。

## 技术特点

### 总体布置

#### 车体结构
EF200型电力机车是干线货运用的大功率直流电力机车，适用于供电制式为1500伏直流电的电气化铁路。机车采用整体承载式全钢焊接结构车体，车体侧墙采用厚度达6毫米的耐候钢板，提高了车体结构强度和防腐蚀性能。车体外形方面，EF200型电力机车采用了车体前端中部凸出的半流线型外形，前窗部分向后倾斜25°，前照灯和尾灯以横向并列方式布置在车体正面下半部两侧。

#### 司机室
车体两端各设有一个全新设计的司机室，为了适应货物列车长距离运转的需要，特别改善了司机室的工作环境，各项设备均根据人體工學原理来布置。司机室内机车运行方向的左侧设有司机操纵台，司机室两侧设有供乘务员乘降的侧门。司机操纵台的正中央设有速度錶、压力表、指示灯等仪表，以及ATS无人警惕按钮、IC卡读取器和一个10英寸彩色液晶显示屏，左手边设有制动控制器；右手边设有司机控制器和各种常用开关。仪表照明和各种指示灯均采用LED作为光源，司机室还设有空调和取暖装置。

#### 设备布置
车体中部是设有各种机械及电气装置的机械室，机械室内设备布置采用模块化方式。两个完全相同的高压电器柜以机车横向中心线两侧对称布置，每个高压电器柜内装有三个牵引逆变器和两组制动电阻，高压电器柜顶部并装有滤波电抗器和滤波电容器。两个高压电器柜之间设有电动空气压缩机、牵引电动机通风机、真空断路器、辅机起动电阻。第一端司机室和高压电器柜之间设有牵引电动机通风机、低压电器柜、微机控制柜。第二端司机室和高压电器柜之间设有牵引电动机通风机、空气制动装置、微机控制柜。
由于机械室内设有单侧走廊连接两端司机室，因此只有设备侧的车体侧墙装有冷却风进风口和惯性过滤装置，走廊侧的车体侧墙则设有八个采光玻璃窗。除此之外，EF200型电力机车也是继大阪市交通局70系电力动车组之后第二种采用单臂式受电弓的日本铁路车辆，车顶安装有两台FPS2型单臂式受电弓，采用气压升弓和弹簧降弓的操作方式。车体下方除了设有三台转向架之外，还吊装着总风缸、蓄电池、辅助风缸和电动发电机。

### 电气系统

#### 牵引系统
EF200型电力机车是采用直—交流电传动的逆变器控制电力机车，机车主电路由真空断路器、牵引逆变器、滤波电抗器、滤波电容器、交流牵引电动机等部分组成。架空接触网的1500伏特直流电电流，经受电弓和断路器输入高压电器柜，经过六个牵引逆变器将直流电转换成电压和频率可调节的三相交流电，向各自对应的六台牵引电动机供电。
EF200、EF500型电力机车是较早应用单轴控制技术的交流传动电力机车，每台牵引电动机各自由独立的牵引逆变器供电及控制（1C1M）。当时的交流传动电力机车大多采用以转向架分组的架控方式，直到德国的AEG 12X型电力机车面世后，轴控技术才被更广泛地使用。轴控方式虽然在可靠性和粘着利用上具有明显的优势，即使一个逆变器发生故障仍可保持六分之五的牵引动力，但防空转和防滑行的检测系统就更为复杂。
EF200型电力机车采用16位微机控制系统进行全面数字化控制。防空转系统通过检测各轴的实际转速，并与已作出轮径修正的各轴转速之最小值做持续对比，根据平均误差判断是否发生空转，并自动控制各轴的逆变器输出频率，若出现较明显的空转时则进行撒砂。为了提高货物列车平均运行速度及减少对司机控制器的操作频次，EF200型电力机车并引入了恒速运行控制的功能。

#### 牵引逆变器
牵引逆变器采用日立制造的可关断晶闸管（GTO）作为功率控制模块。每个牵引逆变器有六个三相逆变桥臂，每一桥臂由一个GTO元件（4500V/2000A）和一个反并联二极管（4500V/500A）构成。该电压型牵引逆变器采用脉宽调制（PWM）的变频控制（VVVF）方式，额定输入电压为1500伏特，额定输出容量为1150千伏安，冷却方式为非氟利昂沸腾冷却及强迫通风冷却。

#### 牵引电动机
EF200型电力机车装有六台FMT2型牵引电动机，与EF500型电力机车所使用的FMT1型牵引电动机大致相同，两者的差异只在于额定电流和最大转速稍有不同。FMT2型牵引电动机为鼠笼式三相六极异步电动机，小时功率达到1000千瓦，额定电压为1100伏特，额定电流为615安培，定子绕组和电枢绕组均采用H级绝缘，冷却方式为强迫风冷。相比EF66型电力机车使用的MT56型直流电动机，FMT2型牵引电动机的重量减轻了20%，但输出功率提高了超过50%。

#### 辅助电路
EF200型电力机车采用三相交流传动的辅助电路系统，各项辅助机械设备均采用三相鼠笼式异步电动机驱动，电源由一台FDM1型无刷电动发电机提供，将1500伏特直流电转换成440伏特60赫兹三相交流电，额定容量为190千伏安。机车搭载了十台FMH3010A-FFK10A型电动通风机，其中三台用来冷却牵引电动机和牵引逆变器，四台用来冷却制动电阻，其余三台用于惯性除尘通风机。此外，辅助电机还包括两台为空气制动系统提供压缩空气的FC2000型电动空气压缩机，和一台为受电弓升弓提供压缩空气的MH99-AK18型辅助电动压缩机（由蓄电池供电）。

### 制动系统
EF200型电力机车设有电阻制动和空气制动系统。当使用电阻制动时，牵引电动机变为三相交流发电机运转，而牵引逆变器则变为整流器工作，将发出的电能整流为直流电并连接到制动电阻，最大制动功率为2280千瓦。机车具有电空联合制动的协调功能，当电阻制动无法产生足够制动力时以空气制动补足，电阻制动可以使列车速度从120公里/小时降到约26公里/小时，当速度低于20公里/小时后才投入空气制动。
空气制动系统方面，EF200型电力机车和DF200型柴油机车一样，是日本首次在铁路机车上应用电控空气制动，以改善货物列车制动的响应性能和协调控制。该系统通过电子信号传送制动指令，并利用电磁阀开关和电空制动阀等装置控制制动缸和制动管压力，并且具有阶段制动、阶段缓解、保压制动、快速充气的功能。基础制动装置为单侧闸瓦制动单元，并采用烧结合金作为闸瓦材质。

### 转向架
机车走行部为三台二轴无摇枕转向架，包括两台FD3型两端转向架和一台FD4型中间转向架。两端转向架可以互换使用，但中间转向架由于其特殊性，不能与两端转向架互换。中间转向架在二系弹簧与车体之间有一滚动装置，该滚动装置由圆柱形滚子、高锰钢板、横向限位拉杆等组成，使中间转向架在机车通过曲线时，可以产生相对于车体中心线的横向位移。
转向架整体结构按160公里/小时的构造速度设计。构架采用无端梁的“H”字形钢板焊接结构，侧梁中部焊有二系弹簧的旁承座。轴箱采用两个无磨耗的圆筒型橡胶装置定位结构，轴箱导杆通过其心柱固定在侧梁上，转向架固定轴距为2,600毫米。一系悬挂为两个并列的螺旋弹簧组，布置在轴箱顶端的侧梁截面内。二系旁承悬挂为两组半球形橡胶弹簧，布置在构架侧梁外侧中部的旁承座上。除此之外，两端转向架的二系悬挂并设有垂向油压减震器，所有转向架均装有一系垂向油压减震器和抗蛇行减震器。至于牵引力和制动力的传递方面，两端转向架采用中间低位牵引斜拉杆装置，而中间转向架则采用“Z”字形低位牵引杆装置。
为了改善机车高速运行时的动力学性能，EF200型电力机车采用了浮动盘式轮对空心轴弹性传动装置，类似于在法国广泛应用已久的阿尔斯通式驱动装置。牵引电动机的两端通过吊杆支承在转向架构架上，并在车轴上套上了一根同心的空心轴。牵引电动机通过滚柱轴承安裝在空心轴上以保证齿轮中心距不变，大齿轮（从动齿轮）固定安装在空心轴上；空心轴的一端通过弹性元件与车轮连接，另一端同样通过弹性元件与大齿轮连接。弹性元件由四连杆机构和浮动盘组成，并使用橡胶关节作为阻尼元件。牵引齿轮传动比为4.69（16：75）。